# فرديناند فون رايت
فرديناند فون رايت (بالفنلندية: Ferdinand von Wright)‏ كان رسامًا فنلنديًا (ينتمي إلى السكان الناطقين باللغة السويدية في فنلندا) - ولد في 19 مارس 1822 في كووبيو في فنلندا، وتوفي بنفس المكان في 31 يوليو 1906.
اشتهر بمناظره الطبيعية ولوحاته الحيوانية ، لا سيما صوره التفصيلية الطيور ، رسم أيضًا صورًا للطبيعة الصامتة.

## من أعماله

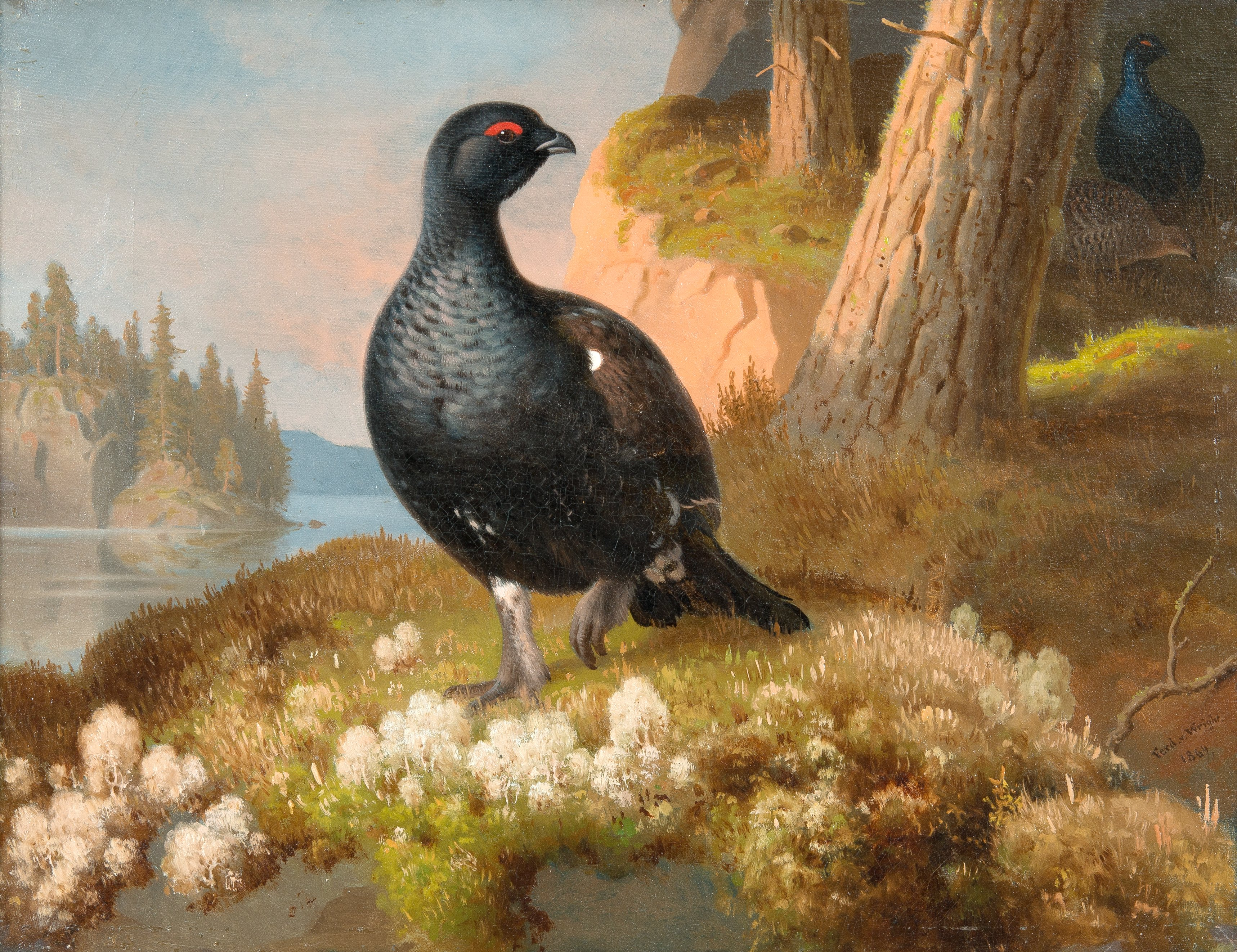
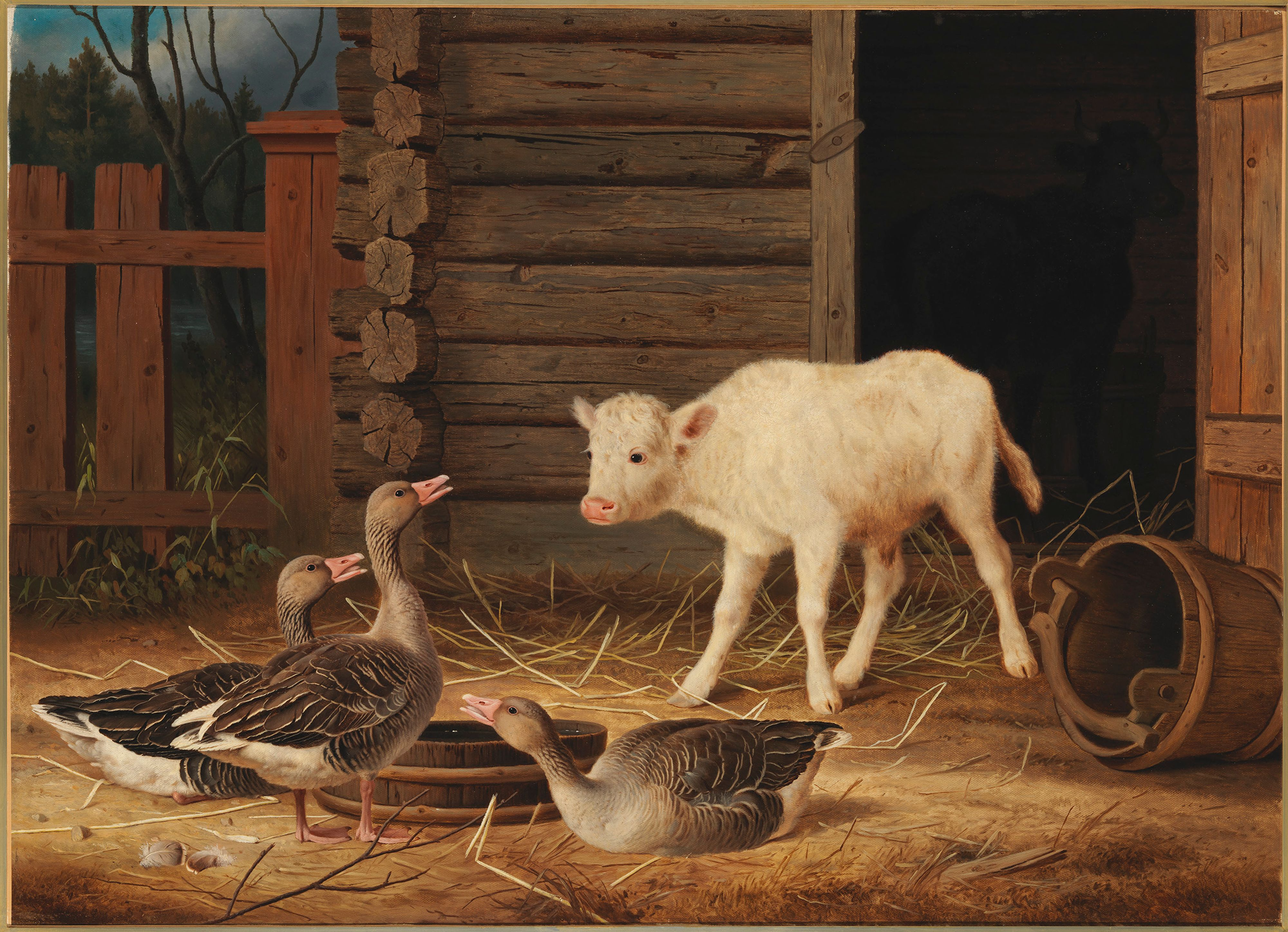
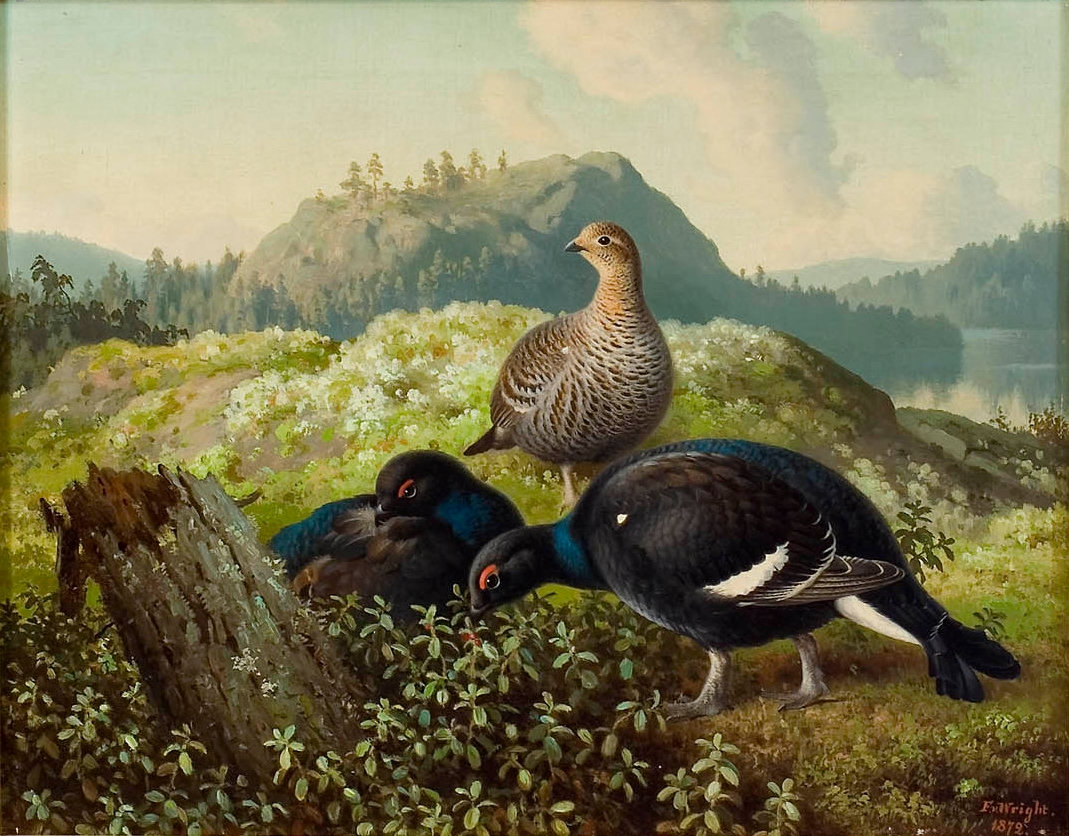
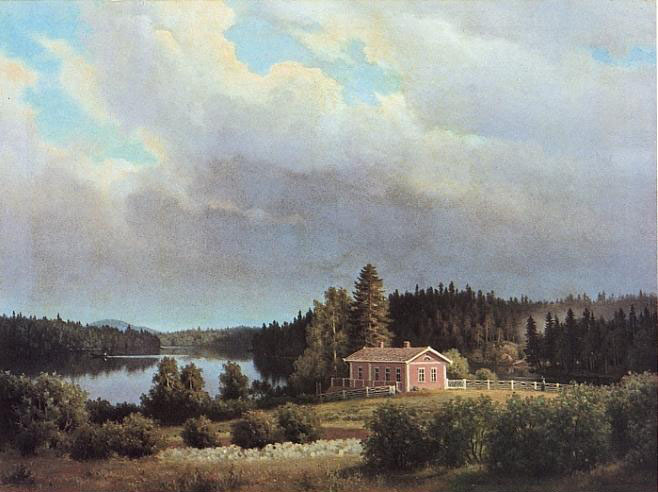

## وصلات خارجية
- فرديناند فون رايت على موقع ديسكوغز (الإنجليزية)